# Castello di Rovescala
Il castello di Rovescala è un fortilizio che domina il paese di Rovescala in provincia di Pavia, nell'Oltrepò Pavese.

## Storia
Non si conosce la data certa di edificazione, sicuramente anteriore al  1215, quando il castello fu assediato e distrutto da Milanesi e Piacentini. Ricostruito, fu di nuovo saccheggiato dai Piacentini nel 1290. Dai Visconti fu dato in feudo ai Pecorara, che lo ebbero fino all'estinzione di uno dei rami della casata nel 1786.

## Struttura
La fortificazione, che ha subito nella sua tormenta storia ripetute distruzioni e ricostruzioni, conserva come elemento originale la torre medievale, oggi inglobata nel palazzo settecentesco costruito sul perimetro dell'antico castello.
Degni di nota gli affreschi realizzati da Giovanni Angelo Borroni (1684-1772) nelle volte dei saloni del piano terra, ancor oggi in ottimo stato di conservazione. Raffigurano: La primavera, La Fama tarpa le ali al Tempo, Diana soccorre Adone ferito e Bacco.